# Бурко, Ферруччо
Ферруччо Бурко (итал. Ferruccio Burco; 26 апреля 1939, Милан — 27 апреля 1965, Остуни) — итальянский дирижёр-вундеркинд.
Сын художника Клаудио Бурко и его жены, певицы Анны Бурко Джентиле, спорадически выступавшей в Италии с концертами в конце 1930-х годов. Утверждалось, что первым признаком музыкальной одарённости трёхлетнего Ферруччо было его возмущение фальшивой нотой, которую взял аккомпаниатор его матери. В 1943—1946 гг. учился музыке у Бруно Бруни в Лукке, затем в 1946—1950 гг. занимался в Риме под руководством Орфео Росси. Дебютировал в качестве дирижёра в возрасте четырёх лет, 30 мая 1943 года в Бергамо, и объездил с гастролями всю Италию. Кроме того, в 1944 и 1945 гг. снялся в главной роли в двух короткометражных детских фильмах режиссёра Доменико Валинотти, «Бачичин становится миллионером» и «Бачичин-полицейский» (оба по книгам Джаны Ангвиссола).
В ноябре 1947 года гастролировал в Париже, дирижируя Оркестром Колонна. В 1948 году совершил гастрольное турне по США, организованное менеджером оперы Нью-Джерси Бенджамином Бонито (отношения между ним и семьёй Бурко закончились судебной тяжбой) и включавшее, в частности, концерт в Карнеги-холле 28 февраля; рецензент «Нью-Йорк Таймс» засвидетельствовал бурный восторг трёхтысячной аудитории, отметив, однако, что основные достоинства юного музыканта — не чистота и отточенность исполнения, а зрелищность и воодушевление. В том же году дирижировал концертом из оперных номеров на нью-йоркском стадионе Триборо, включая исполненную целиком оперу Пьетро Масканьи «Сельская честь», в которой главную партию пела его мать. Николай Слонимский иронически сообщает, что на вопрос журналиста, что он думает об Артуро Тосканини, восьмилетний вундеркинд ответил: «Он тоже очень хороший дирижёр».
Продолжая активную гастрольную деятельность, в сентябре 1950 года дал четыре концерта в Гаване, имевшие большой успех, кубинский скульптор Доминго Поубле Гонсалес вылепил бюст юного музыканта. В январе 1951 года дирижировал в Мехико двумя концертами Национального симфонического оркестра.
В дальнейшем окончил Миланскую консерваторию (1960), после чего вернулся в Карнеги-холл и 29 сентября 1961 года дал концерт с оркестром Symphony of the Air; рецензент «Нью-Йорк Таймс» отозвался о выступлении 22-летнего дирижёра весьма скептически, расценив его как технически грамотное, но совершенно немузыкальное. В конце концов Бурко возглавил духовой оркестр в городке Скуинцано. Возвращаясь в этот город после выступления в Казерте, попал в автокатастрофу: машина, в которой ехали музыканты, врезалась в дерево, Бурко и второй дирижёр Паскуале Фузилли погибли на месте, кларнетист Армандо Буонанно умер по дороге в больницу. В праворадикальной прессе встречаются утверждения о том, что смерть Бурко могла быть неслучайной, поскольку в последний год жизни он активно участвовал в организации Жана Тириара «Молодая Европа».